# Граф Уэссекский
Граф Уэссекский (англ. The Earl of Wessex, дословно — «граф Уэссекса») — титул, присваивавшийся в истории Англии и Великобритании дважды, с перерывом почти в тысячу лет. Первое присвоение имело место ещё до норманнского завоевания Англии в 1066 году, поэтому в русской литературе для англосаксонского слова Earl в этот период используется не континентальное соответствие — граф, а прямая передача — эрл Уэссекский. Титул связан с названием исторической области Уэссекс.

## Первая креация: дом Годвина
Первым эрлом Уэссекса стал около 1019—1020 года Годвин Уэссекский, сподвижник Кнуда Великого. На протяжении более 30 лет, особенно при слабом короле Эдуарде Исповеднике, Годвин был фактически самым могущественным человеком в государстве. После его смерти в 1053 году титул унаследовал его сын Гарольд II Годвинсон, который в начале 1066 года, после смерти Эдуарда Исповедника, стал королём Англии, и титул соединился с короной.

## Вторая креация: принц Эдвард
Следующая креация титула произошла в 1999 году для младшего сына королевы Великобритании Елизаветы II принца Эдварда. По традиции присвоение было приурочено к свадьбе принца с Софи Рис-Джонс, однако необычным стал графский (а не герцогский) титул у члена королевской фамилии. По данным «Санди Телеграф», первоначально планировалось, что Эдвард получит титул «герцог Кембриджский», спустя 12 лет присвоенный его племяннику принцу Уильяму. Однако принц выбрал себе сам другой титул, в честь вымышленного эпизодического персонажа фильма «Влюблённый Шекспир» — «графа Уэссекского», которого сыграл Колин Фёрт (в действительности в эпоху Шекспира существовал — как и сейчас — похожий титул: граф Эссекс).
Нынешний граф Уэссекский имеет также второстепенный титул виконт Северн, по Северну — реке в Уэльсе, что связано с валлийским происхождением его жены Софи Рис-Джонс. Родившийся в 2007 году его сын Джеймс, граф Уэссекский, по просьбе родителей использовал этот титул как титул учтивости, хотя по закону, как внук монарха, должен был бы титуловаться принцем Великобритании. 
С 2023 года, когда король Великобритании Карл III даровал принцу Эдварду титул герцога Эдинбургского, титул графа Уэссекского, ставший второстепенным, используется Джеймсом, графом Уэссекским, в качестве титула учтивости. Так как титул герцога Эдинбургского был дарован Эдварду пожизненно без права передачи его по наследству, с его кончиной Джеймс продолжит именоваться графом Уэссекским, только в собственном праве.